# 108 км (зупинний пункт, Придніпровська залізниця)
108 кіломе́тр — пасажирський залізничний зупинний пункт Дніпровської дирекції Придніпровської залізниці на неелектрифікованій лінії Леб'яже — Самар-Дніпровський між станціями Зачепилівка (8 км) та Бузівка (8 км). Розташований неподалік села Залінійне Берестинського району Харківської області.

## Пасажирське сполучення
На платформі 108 км щоденно зупиняються дві пари приміських поїздів сполученням Дніпро — Берестин.